# Sensor (mangá)
Sensor (センサー, Sensā), também conhecida como Muma no Kikō (夢魔の紀行), é uma série de mangá japonesa escrita e ilustrada por Junji Ito. Foi publicada na revista Nemuki+ entre agosto de 2018 e 2019 e publicada em volume único pela editora Asahi Sonorama em novembro de 2019. No Brasil, o mangá foi publicado pela editora Pipoca & Nanquim em 2022.

## Desenvolvimento
Antes do início da sua publicação, Junji Ito conversou com o seu editor sobre o tema principal da história. Ambos então decidiram elaborar uma narrativa mais orientada para a personagem, já que era algo que Ito não havia tentado anteriormente. Ao iniciar a série, Ito não tinha uma ideia específica para o seu final, e muitas vezes juntava apenas os pedaços da história à medida que avançava, acompanhando as personagens. Ito costumava achar que essa abordagem resultava em ideias inesperadas, ajudando a impulsionar a história.

## Publicação
Escrita e ilustrada por Junji Ito, a série começou a ser publicada na revista de mangá Nemuki+ a 10 de agosto de 2018. A sua publicação final ocorreu a 10 de agosto de 2019. Os capítulos individuais foram reunidos num único volume encadernado, que foi publicado pela editora Asahi Sonorama a 7 de novembro de 2019.
Em outubro de 2020, a editora Viz Media comprou os direitos de publicação do mangá nos países de língua inglesa, e publicou o volume a 17 de agosto de 2021. No Brasil, a editora Pipoca & Nanquim anunciou a publicação do mangá em dezembro de 2021, juntamente com as outras obras Smashed e Shiver de Junji Ito.

## Recepção
A obra permaneceu em quinto lugar na lista Monthly BookScan do The NPD Group de agosto de 2021. Em setembro de 2021, a obra ficou em décimo segundo lugar da mesma lista. Na lista dos melhores romances gráficos da revista ICv2, o livro alcançou a primeira posição na categoria das unidades vendidas e o terceiro lugar na categoria de dólares ganhos. No mês seguinte, a obra ficou em sexto lugar nas duas categorias. Em setembro de 2021, a obra alcançou o sexto lugar na lista dos livros mais vendidos do jornal The New York Times, na categoria de mangás e livros gráficos.
No Festival Internacional de banda desenhada de Angolema de 2021, a série foi nomeada para a categoria de melhor banda desenhada.
Briana Lawrence do sítio eletrónico The Mary Sue elogiou a obra por sua premissa e por ter todos os pequenos detalhes importados no final. Evan Mullicane do sítio Screen Rant também elogiou a obra, afirmando especificamente que possui um mistério irresistível, além do terror, e também uma ótima ilustração. Tom Speelman do sítio de jogos eletrónicos Polygon elogiou a ilustração, e comparou a história em favor às obras do autor de terror estado-unidense H. P. Lovecraft. Danica Davidson do sítio Otaku USA elogiou a ilustração, principalmente as expressões faciais das personagens. No entanto, Lynzee Loveridge do sítio Anime News Network foi mais crítica, tendo elogiado a ligação do livro com a história japonesa, e criticou o livro pelo que sentiu que as ideias de enredo estiveram mal-acabadas e os sustos foram mínimos. Ian Wolf do sítio Anime UK News elaborou uma crítica mista, e disse que a obra não era considerada boa como as outras de Ito, mas ainda assim destaca-se entre elas.